# Challenger (wahadłowiec)
Challenger (oznaczenie – STA-099, OV-99) – drugi wahadłowiec kosmiczny amerykańskiego Programu STS. Pierwszy lot odbył się 4 kwietnia 1983 roku w trakcie misji oznaczonej symbolem STS-6. Uległ zniszczeniu 28 stycznia 1986 przy starcie misji STS-51-L.

## Nazwa[1]
Orbiter Challenger otrzymał imię po brytyjskim okręcie badawczym HMS „Challenger”, który żeglował po wodach Atlantyku i Pacyfiku w latach 1872–1876. Nazwę Challenger nosił także moduł księżycowy LM misji Apollo 17.

## Najważniejsze daty[1]
| Data                | Wydarzenie                                                |
| Jako STA-099        | Jako STA-099                                              |
| ------------------- | --------------------------------------------------------- |
| 26 lipca 1972       | Zawarcie kontraktu na prace                               |
| 21 listopada 1975   | Rozpoczęcie montażu strukturalnego modułu załogi          |
| 14 czerwca 1976     | Rozpoczęcie montażu strukturalnego części rufowej kadłuba |
| 16 marca 1977       | Do Palmdale docierają skrzydła od Grummana                |
| 30 września 1977    | Rozpoczęcie końcowego montażu                             |
| 10 lutego 1978      | Zakończenie montażu                                       |
| 14 lutego 1978      | Wyprowadzenie promu z Palmdale                            |
| Jako OV-099         |                                                           |
| 1 stycznia 1979     | Zawarcie kontraktu na prace                               |
| 28 stycznia 1979    | Rozpoczęcie montażu strukturalnego modułu załogi          |
| 3 listopada 1980    | Rozpoczęcie końcowego montażu                             |
| 1 października 1981 | Koniec montażu                                            |
| 30 czerwca 1982     | Wyprowadzenie promu z Palmdale                            |
| 1 lipca 1982        | Transport lądowy z Palmdale do bazy Edwards               |
| 5 lipca 1982        | Dostarczenie do Kennedy Space Center                      |
| 19 grudnia 1982     | Wydanie decyzji o gotowości do lotu                       |
| 4 kwietnia 1983     | Pierwszy lot (STS-6)                                      |

## Misje
Prom kosmiczny Challenger wykonał 10 lotów, spędził w przestrzeni kosmicznej 62,41 dni, zaliczył 995 orbit, przeleciał łącznie 41 527 416 km, włączając ostatnią misję. Liczba astronautów: 56.
| Data                 | Oznaczenie | Uwagi |
| -------------------- | ---------- | --- |
| 4 kwietnia 1983      | STS-6      | Wypuszczenie TDRS-1. Pierwszy spacer kosmiczny w czasie trwania misji wahadłowców |
| 18 czerwca 1983      | STS-7      | Sally Ride pierwszą Amerykanką w kosmosie. Wypuszczenie dwóch satelitów komunikacyjnych. Podczas orbitowania okno wahadłowca zostało uszkodzone przez kosmicznego śmiecia.                                  |
| 30 sierpnia 1983     | STS-8      | Guion Bluford pierwszym Afroamerykaninem w kosmosie. Pierwszy nocny start i nocne lądowanie. Wypuszczenie Insat-1B.                                                                                         |
| 3 lutego 1984        | STS-41-B   | Pierwszy spacer kosmiczny bez uwięzi. Próba wypuszczenia dwóch satelitów komunikacyjnych, bez powodzenia.                                                                                                   |
| 6 kwietnia 1984      | STS-41-C   | Misja serwisowa satelity Solar Max. |
| 5 października 1984  | STS-41-G   | Pierwsza misja z dwiema kobietami. Marc Garneau pierwszym Kanadyjczykiem w kosmosie. Kathryn D. Sullivan pierwszą Amerykanką dokonującą spaceru kosmicznego. Wypuszczenie Earth Radiation Budget Satellite. |
| 29 kwietnia 1985     | STS-51-B   | Przeprowadzenie misji Spacelab-3 |
| 29 lipca 1985        | STS-51-F   | Przeprowadzenie misji Spacelab-2 |
| 30 października 1985 | STS-61-A   | Przeprowadzenie misji niemieckiego Spacelab D-1 |
| 28 stycznia 1986     | STS-51-L   | Prom został zniszczony przy starcie. Cała załoga (siedmioro astronautów) zginęła w katastrofie. |

## Próby wytrzymałościowe prototypu STA-099
W drugiej połowie 1978 r. rozpoczęły się próby prototypu STA-099, mające na celu ocenę wytrzymałości konstrukcji orbitera. Badania te wykonała firma Lockheed-California na stanowisku prób w Palmdale poprzednio używanym przy pracach nad odrzutowcem pasażerskim Lockheed L-1011 Tri Star. Do sprawdzenia wytrzymałości konstrukcji zastosowano zespół siłowników hydraulicznych dających naciski do 210 kPa. Trzy potężne siłowniki naciskały na część ogonową orbitera symulując obciążenia występujące podczas pracy silników głównych. Naśladowano również nagrzewanie pojazdu podczas wzlotu w atmosferę za pomocą elektrycznych koców grzejnych i wychładzanie znajdujących się w cieniu fragmentów pojazdu w czasie lotu orbitalnego przez owiewanie konstrukcji rozprężającym się azotem. Wykonano badania odkształceń powstałych na skutek nierównomiernego nagrzewania różnych części orbitera. Po zakończeniu prób prototyp STA-099, będący pozbawioną wyposażenia konstrukcją normalnego orbitera przekazano firmie Rockwell z zamiarem jego przebudowy. Otrzymał on odznaczenie OV-099.

## Katastrofa wahadłowca
28 stycznia 1986 r., w 73 sekundzie misji STS-51-L, na wysokości 9 mil, siedmiu członków załogi poniosło śmierć. Do załogi należała także Christa McAuliffe – pierwsza nauczycielka w kosmosie, nie mająca wcześniej związków z astronomią. Przyczyną katastrofy było uszkodzenie pierścienia uszczelniającego w prawym silniku wspomagającym, które nastąpiło najprawdopodobniej między pierwszą a trzecią sekundą lotu. Na skutek wielu niekorzystnych czynników (w tym najważniejszego – niskiej temperatury zewnętrznej w momencie startu) w efekcie utraty sprężystości pierścieni uszczelniających doszło do oddziaływania gorących gazów wewnątrz silnika na powstałą nieszczelność, na zewnątrz połączenia pojawił się płomień. Płomień ten przepalił dziurę w zbiorniku zewnętrznym wahadłowca, doprowadzając wskutek przegrzania, do: wycieku (i zapłonu) wodoru oraz oderwania się wspornika rakiety SRB, która odchyliła się od ustalonego położenia. W ciągu około jednej sekundy doszło do oderwania się dna zbiornika z wodorem i uderzenia górną częścią rakiety SRB w zbiornik zewnętrzny. Eksplozja zbiornika spowodowała gwałtowną zmianę położenia promu w osi wyznaczonej trajektorii startowej, co doprowadziło do jego destrukcji przez siły aerodynamiczne nieprzewidziane przez konstruktorów. Szczątki promu uderzyły o powierzchnię wody. 

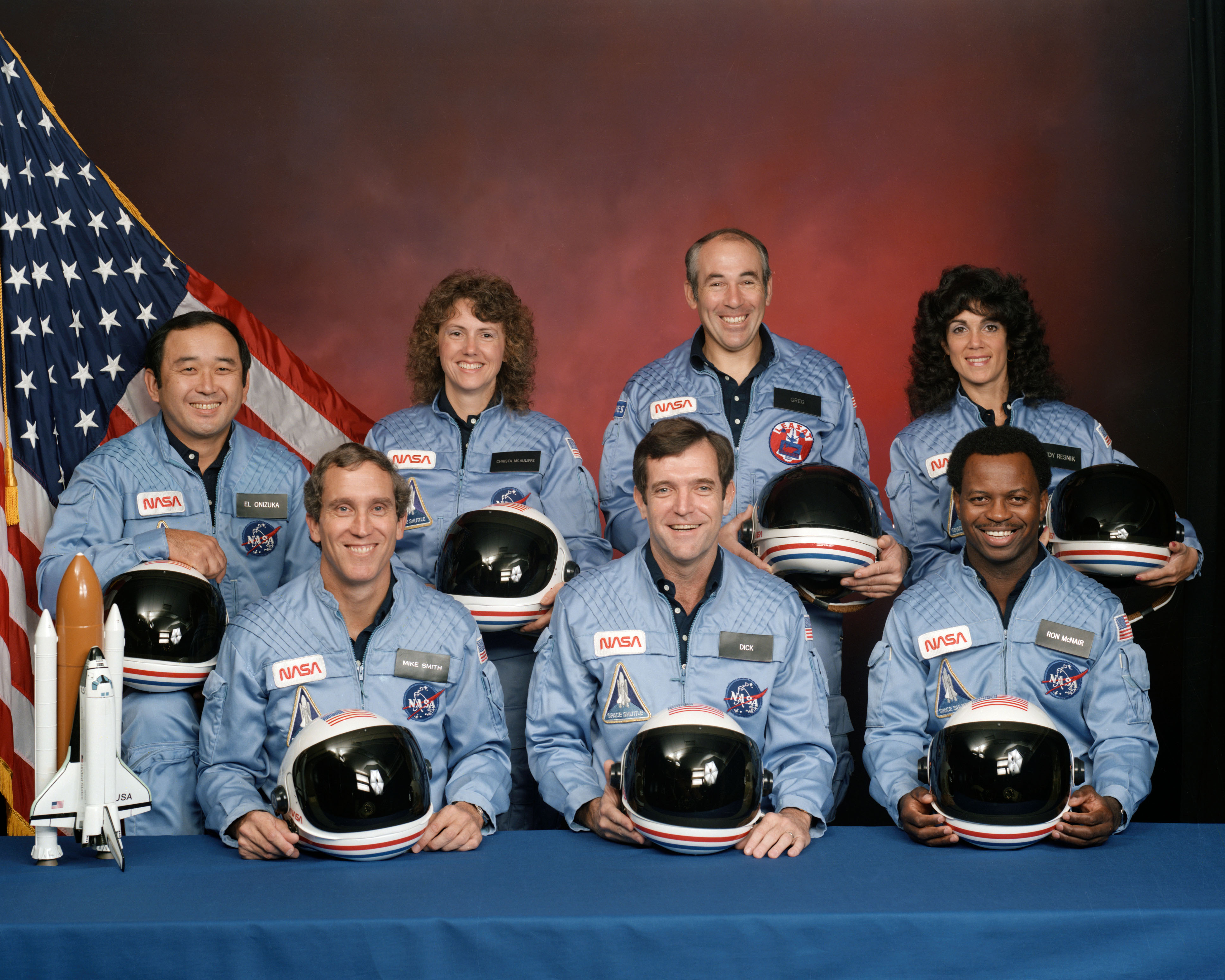
Załoga Misji STS 51L
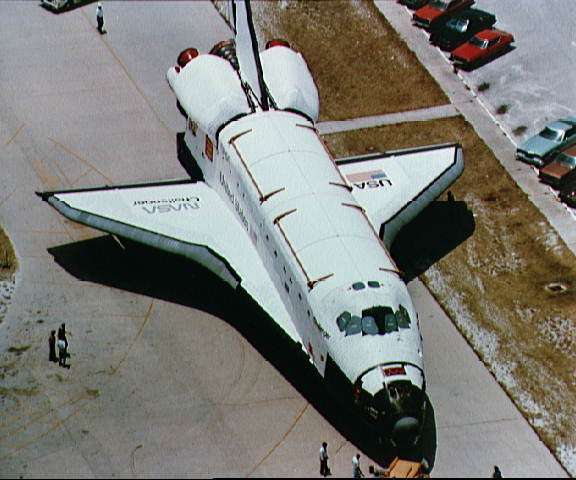
Challenger
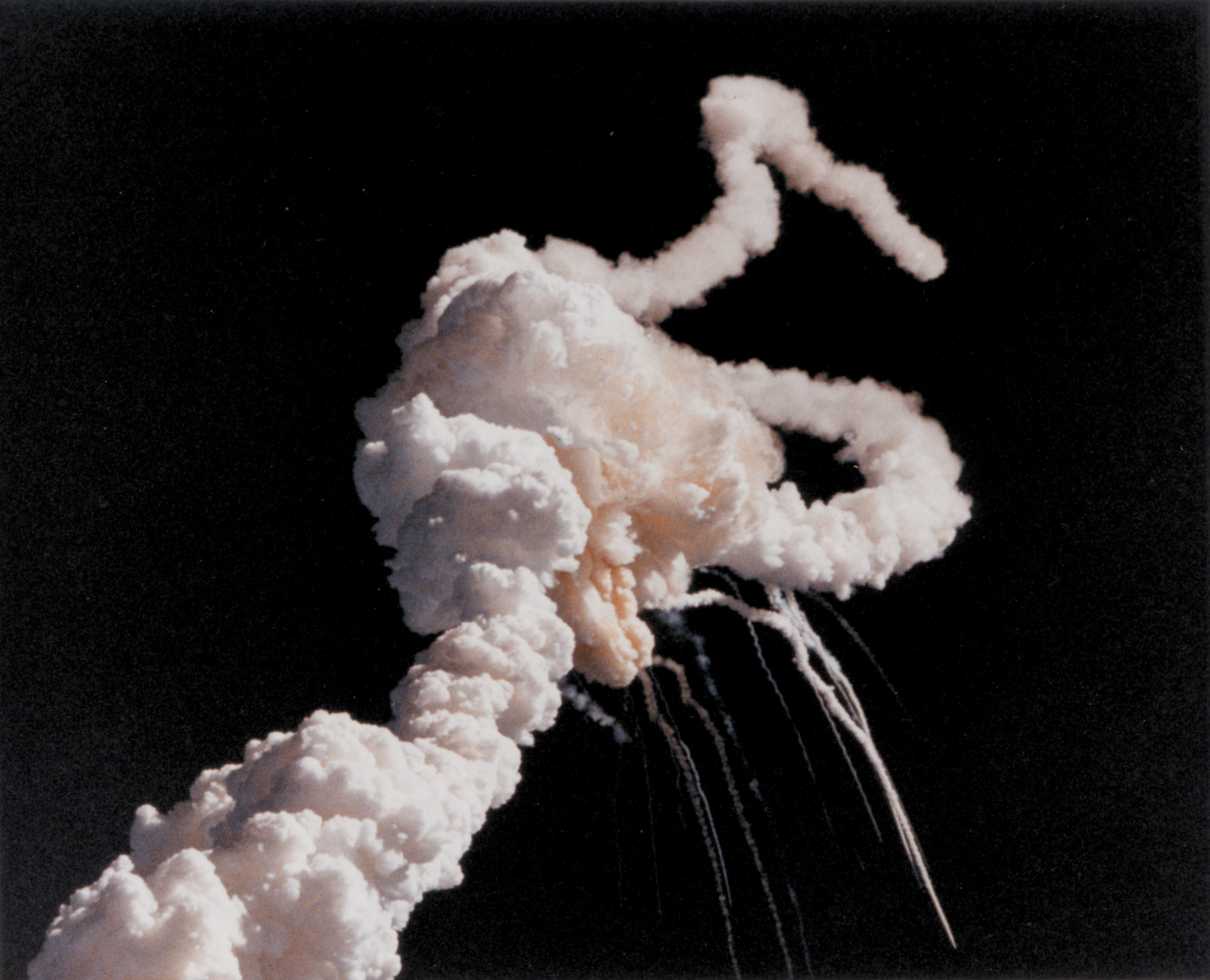
Eksplozja Challengera